# Chapelle Notre-Dame du Val d'Amour
La chapelle Notre-Dame du Val d'Amour est un sanctuaire marial et un lieu de pèlerinage situé à Bélesta dans le département de l'Ariège en France. Elle est décorée de fresques signées par le peintre René Lala-Gaillard.

## Localisation
La chapelle se trouve près du cimetière de la commune de Bélesta en bordure de la route départementale 117 (axe Bayonne Perpignan)

## Description
La chapelle est assise sur la croupe d'un mamelon isolé. Elle est entourée de tilleuls et de platanes. Elle fait face au manoir de Pechafilou, une maison de maitre, situé sur un tertre identique, à l'opposé du Val d'Amour. Comme la plupart des constructions religieuses anciennes, elle est orientée du couchant au levant. Ses murs sont percés de deux portails. L'un s'ouvre à l'ouest sur la pelouse en terrasse ombragée, l'autre dans le mur méridional et regarde le manoir de Pechafilou. Ce sanctuaire est attenant au cimetière de la commune. La sacristie, qui s'ouvre dans le chœur derrière l'autel, empiète sur le cimetière.
La couleur, la forme et la qualité du ciment qui composent la construction entière, indiquent que l'édifice a été remanié à différentes époques. Des inscriptions sont incrustées dans les murs extérieurs : deux surmontent les portails et les autres sont placées entre les fenêtres.
L'édifice comprend une crypte qui abrite, selon les croyances, une source miraculeuse.

## Historique
La première mention écrite qui atteste l'existence de la chapelle figure dans la "liste des églises du nouveau diocèse de Mirepoix" datée de 1318 mais l'existence de l'édifice est antérieure. Le bâtiment est désigné comme étant l'église paroissiale. En 1334, une publication des lettres du Roi Philippe VI qui place sous sa protection les biens et bâtiments du chapitre de Mirepoix, fait apparaître la chapelle sous le nom de Notre-Dame du Val d'Amour et mentionne la présence du cimetière à son chevet. La chapelle fait office d'église paroissiale jusqu'à la construction en 1550 de l'église Saint-Blaise au cœur du village de Bélesta. Ce même document précise le nom du curé, un certain Pierre Faucon.
Au milieu du XVIe siècle, la famille de Lévis-Léran, seigneurs du lieu, embrasse le protestantisme. Vers 1559, des huguenots de Léran, la Bastide du Peyrat et de Limbrassac détruisent l'église du Val d'Amour alors que Bélesta est sous domination protestante. Au cours de cet épisode, les ornementations sont dévastés, les cloches décrochées et des pierres arrachées aux murs. Séparée de Léran, la baronnie de Bélesta, qui comprend également Fougax et l'Aiguillon, devient en 1567 la propriété de Jean-Claude Lévis-Léran, dit le sire d'Audou. Chef des Huguenots et proche du Roi Henri IV, il interdit le culte catholique à Bélesta de 1569 à 1599 et transforme l'église Saint-Blaise en temple protestant. 
La reconstruction de la chapelle du Val d'Amour ne fut entreprise qu'en 1676 comme l'atteste une inscription figurant sur l'un des murs extérieurs de l'ancien édifice. Entretemps, le culte catholique avait été rétabli à Bélesta et l'église Saint-Blaise prit la fonction d'église paroissiale. La chapelle du Val d'Amour devint surtout un sanctuaire consacré à la dévotion de la Vierge Marie et aux pèlerinages.
Entre 1789 et 1793, sous la Révolution française, la chapelle est dépouillée et on lui retire sa cloche.
Le 9 août 1822, un nouvel incendie ravage la chapelle, détruisant la voûte en bois peinte à l'huile (ornée dans ses travées de thèmes bibliques), le mobilier, les ex-voto, la statue de la Vierge et ses bijoux. Les habitants entreprirent la restauration dès 1824 et la terminent 3 ans plus tard. 

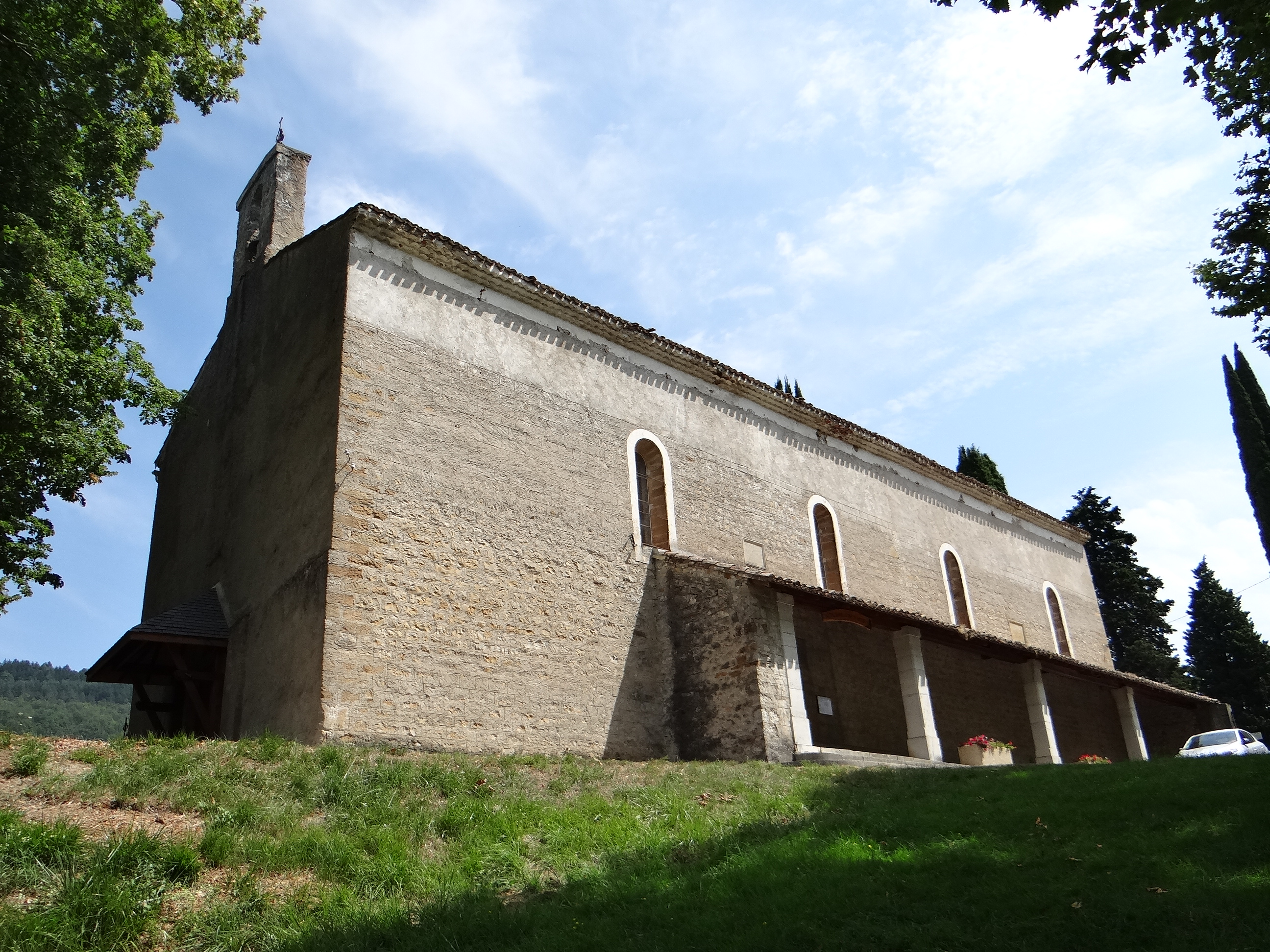

Un plafond en lattis et plâtre vient alors remplacer l'ancienne voûte, un retable et une tribune à l'ouest sont construits tandis qu'une sacristie est ajoutée au niveau du chevet. De nombreux dons permettent de financer le chantier (M. le Duc de la Rochefoucaud, propriétaire de la forêt de Bélesta, offrit le bois nécessaire) et d'acheter une nouvelle cloche "dauphine" (don de 500 Francs par Louis-Antoine d'Artois, Duc d’Angoulême et Dauphin de France). C'est également à cette époque qu'est construite la terrasse nord du cimetière, dans le prolongement des murs de la chapelle.
En 1830, un escalier est bâti pour faciliter l'accès à la crypte de Notre-Dame du Val d'Amour. La chapelle, à cette époque, est alors dans son état le plus proche de l'état que nous connaissons actuellement. Imitée de l'art roman, mais sans caractère distinctif, elle mesure 30 mètres de long sur 12 de large et 10 de haut avec une seule nef.

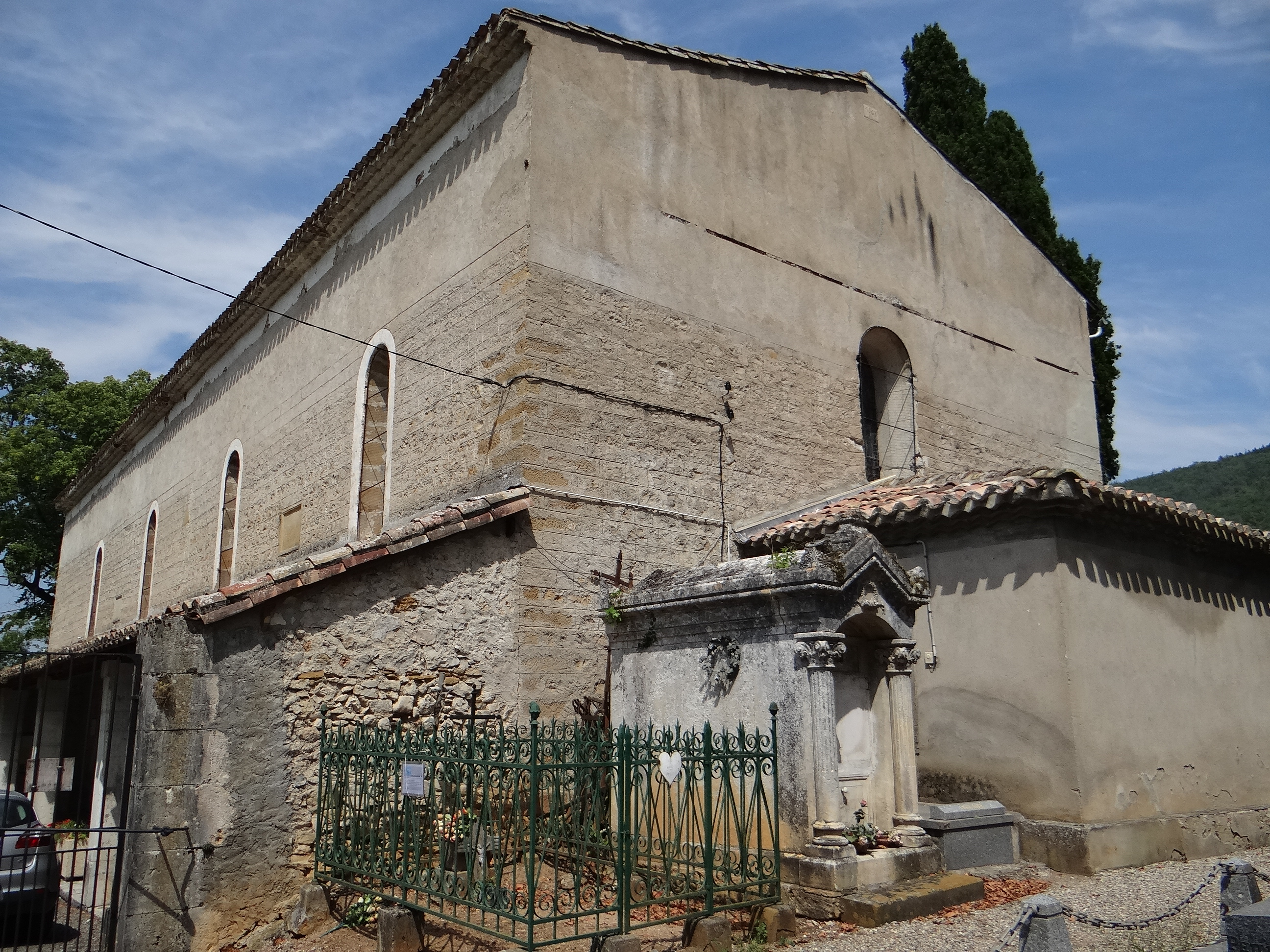

De cette époque jusqu'à nos jours, divers travaux sont entrepris. Entre 1834 et 1943, le cimetière connait plusieurs agrandissements. En 1871, les platanes de la petite côte sont plantés. La crypte est réaménagée en 1890 afin de mieux accueillir les fidèles en pèlerinage jusqu'à la source. Cette même année, le chevet est agrémenté d'un vitrail réalisé par Paul Chalon. Cinq ans plus tard, des travaux sont réalisés à l'extérieur de la chapelle : un préau est construit devant l'entrée sud. 
Une banquette d'assise est aménagée sur le mur de soutènement au sud de l'esplanade. Les murs extérieur sont crépis et la corniche est rénovée. De 1943 à 1954, divers travaux de maçonnerie effectués par la municipalité permettent d'entretenir l'édifice. Le 5 mars 1943, la chapelle est inscrite au titre des sites de l'Ariège et devient un lieu protégé.
En 1949, l'intérieur de la chapelle est redécoré par le peintre René Lala-Gaillard et de nouveaux vitraux d'Antoine Bessac sont réalisés.

## Croyances et célébrations
Une tradition ancienne recueillie par le docteur Guibaud en 1866 explique l'origine de l'édifice et sa vocation mariale. Dans des temps anciens, un berger malade et misérable faisait paître son troupeau près du site de l'actuelle chapelle. Il vint se désaltérer à la source et pansa ses plaies. C'est alors que la Vierge Marie lui apparut et lui recommanda de laver ses plaies dans la source. Le lendemain les ulcères disparurent. Au récit de ce prodige, les habitants du lieu construisirent une structure maçonnée et un autel sur la source miraculeuse. Plus tard, une riche et noble dame, vint d'une contrée lointaine pour demander la guérison de sa fille aveugle. Une messe fut célébrée et les yeux de l'enfant aveugle s'ouvrirent au moment de l'élévation du pain consacré par le prêtre. En reconnaissance de ce prodige, cette noble dame fit élever en l'honneur de la Vierge Marie, un bâtiment plus digne. Telle est selon la légende populaire, la fondation du Val d'Amour.
Lieu de pèlerinage, l'église puis la chapelle du Val d'Amour vit affluer des malades nombreux. Pour obtenir la guérison de leurs maux, les souffreteux pratiquaient une neuvaine dans le lieu et, délivrés de leurs infirmités, ils suspendaient aux murs du temple l'effigie en cire de la partie malade.
En 1676, après la reconstruction de la chapelle, Pierre de Mazin, curé de Bélesta réorganisa les pèlerinages vers le Val d'Amour en rétablissant les anciennes pratiques religieuses et processions. Ces pratiques se sont perpétuées jusqu'à nos jours. Le lundi de Pentecôte, chaque année, les habitants de Bélesta et des environs se rendent solennellement au Val d'Amour. La procession part de l'église Saint-Blaise et suit l'avenue de Quillan. La procession regroupe dans l'ordre, les enfants à l'avant tenant drapeaux et bannières, des dames et des filles portant les bustes reliquaires des saints sur des brancards, les membres du clergé, la philharmonie, les fidèles et les amis de Notre-Dame. Après la cérémonie au Val d'Amour, le cortège se reforme par le chemin qui dévale la colline et regagne le village.
La tradition veut également que certains jours de l'année, les offices religieux soient célébrés à Notre-Dame du Val d'Amour. Il en est ainsi de l'Assomption, l'Ascension, le lendemain de Toussaint et la fête de la nativité de la Vierge en septembre.